# Tyrocinium Chymicum

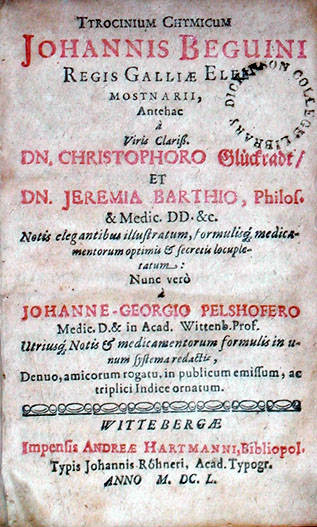
Capa do livro Tyrocinium Chymicum numa edição de 1650.

Tyrocinium Chymicum é uma obra publicada por Jean Beguin de notas sobre química, iniciadas em 1610 em Paris, França. Esta obra já foi sugerida para ser considerada a primeira obra literária sobre Química da história. Grande parte das notas continham soluções farmacêuticas e sobre plantas.